# 布魯斯·布耶
布魯斯·布耶（英語：Bruce Bouillet，1965年2月3日—）是美国著名吉他手和制作人。2005年因为制作Motörhead的Metallica致敬单曲Whiplash而获得了当年的格莱美最佳金属表演奖。Bruce Bouillet曾经效力於著名乐队Racer X,和Paul Gilber组成著名的速弹双吉他组合。Bruce Bouillet还参加过The Scream、DC-10、and Epidemic等乐队。

## 简介
Bruce Bouillet参加过Racer X三张专辑Second Heat、Live Extreme - Vol.I、and Live Extreme - Vol. II.的录制。他和Paul Gilbert的极速却不失旋律的双吉他演奏给人留下了深刻的印象。
90年代初期Racer X解散后Bruce Bouillet又参加了其他乐队。后来由于手指因为过度弹奏而受伤，他不得不转向幕后工作，成为了一名制作人。直到2001年，他才又组建Epidemic乐队。该乐队随许多著名乐队比如Nicelback、Default等进行了全球巡演。2003年乐队解散。在这期间他也制作了几张Paul Gilbert的个人solo专辑。
之后Bruce为WWE摔跤手Triple H制作了比赛主题曲。在2005年他和Bob Kulick因为制作Motörhead的Metallica致敬单曲Whiplash而获得格莱美最佳金属表演奖。
2007年他再度和Paul Gilbert巡演。他作为Paul Gilbert乐队的吉他手，参加了Joe Satriani, John Petrucci以及Paul Gilbert的G3巡演。
同年他出版了个人首张solo专辑Unspoken。专辑刚一推出便大获好评。2008年他又紧接着推出了第二张专辑Interventions. 2014年初他的第三张专辑The Order of Control也推出了，再次在吉他演奏界面掀起了一翻热潮。

## 音乐作品
With Racer X
- Second Heat (1987)
- Extreme Volume Live (1988)
- Extreme Volume II Live (1992)[2]

With The Scream
- Let It Scream (1991)
- Takin' It To The Next Level (unreleased)

With DC-10
- Co-Burn (1995)

With Paul Gilbert solo
- King of Clubs (1998)
- Flying Dog (1998)

With The Bottom Dwellerz
- "Cracks Of The Concrete" (2006)
- "Old New Orleans - Autographed Charity Edition" (2006)

Solo
- Unspoken (2007)
- Interventions (2008)
- Interventions (Japan Release, 2009)
- The Order of Control (2013)

## 荣誉
- 2005年葛萊美最佳金属表演奖

## 评价
Bruce Bouillet被认为是80年代崛起的速度吉他手中出色的一员。许多人认为他和Paul Gilbert的组合以及Marty Friedman和Jason Becker的组合是80年代末最闪亮的吉他组合。
由于Racer X很多歌曲他都要和保罗弹奏一样的东西来进行合音，因此许多人都认为他的技术是可以和保罗比肩的。